# 지옥 (드라마)
《지옥》(地獄)은 2021년 11월 19일부터 방영된 넷플릭스 오리지널 드라마이다. 연상호와 최규석이 네이버 웹툰에서 연재한 동명의 웹툰을 원작으로 한다.
2024년 10월 25일, 시즌 2가 공개되었다.

## 기획의도
예고 없이 등장하는 지옥의 사자들을 맞닥뜨리게 된 사람들이 갑작스런 지옥행 선고를 받으며 겪게 되는 초자연적 현상을 그린 이야기

## 제작진
- 제작사 : 클라이맥스 스튜디오[3]
- 감독 : 연상호
- 각본 : 연상호, 최규석
- 원작 : 연상호, 최규석의 웹툰 《지옥》

## 등장인물

### 주요인물[2]
- 유아인 : 정진수 의장 역 - 지옥의 사자가 찾아오는 현상이 신의 계시라고 설명하는 신흥 종교 '새진리회'의 수장
- 박정민 : 배영재 역 - 새진리회의 진실을 파고드는 방송국 PD
- 김현주 : 민혜진 역 - 새진리회와 그들을 맹목적으로 추종하는 집단인 '화살촉'의 행태에 맞서는 변호사
- 원진아 : 송소현 역 - 감당하기 힘든 고통에 무너지는 영재의 아내
- 양익준 : 진경훈 역 - 지옥의 사자 출현 사건을 수사하는 담당 형사
- 김도윤 : 화살촉의 일원
- 김신록 : 박정자 역 - 어린 자식들 앞에서 갑작스레 지옥행 선고를 받은 엄마
- 류경수 : 유지 사제 역 - 새진리회의 부흥만을 위해 생각하고 행동하는 인물
- 이레 : 진희정 역 - 경훈의 딸
- 정지소

## 수상 목록
- 2022년 제58회 백상예술대상 여자 조연상 (김신록)
- 2022년 제8회 에이판 스타 어워즈 여자 연기상 (김신록)
- 2025년 제23회 디렉터스 컷 어워즈 시리즈 부문 새로운 여자배우상 (문근영)

## 같이 보기
- 넷플릭스의 대한민국 서비스